# 東宝争議

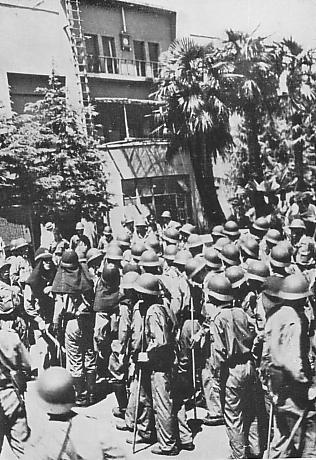
東宝争議

東宝争議（とうほうそうぎ）は、1946年から1948年にかけて三次にわたり、日本の大手映画製作会社、東宝で発生した労働争議を指す。特に1948年の第3次争議は大規模なもので、最終的には撮影所の接収に警視庁予備隊および連合国軍の一員として日本の占領業務にあたっていたアメリカ軍までもが出動した。戦後最大の労働争議と言われる。

## 事件概要

### 背景と日本共産党の指導
連合国軍総司令部内で敗戦日本の文化戦略を担当した民間情報教育局の映画班初代班長デヴィッド・コンデは撮影所での労働組合の結成を急がせ、会社と交渉する方法等についても組合を指導した。
1945年（昭和20年）12月、東宝では、戦後の混乱と社会主義運動の高揚によって、東宝従業員組合（従組）が結成された。従組は全日本産業別労働組合会議の日映演に加盟し、たびたびストライキを行った。
今井正や山本薩夫など日本共産党員が戦争中から在籍していたこともあって、労働運動は一挙に盛り上がり、従業員の9割、5,600名の組合員を持つ巨大勢力となって会社と対決するようになった。
こうなった背景には、東宝は戦前から人材不足で仕事にあぶれていた学生運動家・労働運動家・社会主義者らを沢山雇入れており、これが戦後の日本共産党解禁で吹き上がった。1946年3月の賃上げ争議(第一次)で東宝従業員組合は日本共産党の指導で勝利し、同じく共産党の指導の下で同年4月結成された日本映画演劇労働組合に加盟している。

### 第1次・2次争議勃発、新東宝の設立
1946年（昭和21年）3月に第1次争議、同年10月に第2次争議が起こった。第1次争議は比較的穏やかなものだったが、第2次争議は従組が労働時間の制約など様々な新協定を会社側に認めさせた。ストや新協定の混乱により映画撮影はままならず、東宝の同年度の製作本数は18本で、他社の半数までに落ちた。
同年11月、ストも反対だが､会社側にもつかないと表明した大河内伝次郎に賛同した長谷川一夫、入江たか子、山田五十鈴、藤田進、黒川弥太郎、原節子、高峰秀子、山根寿子、花井蘭子の十大スターが「十人の旗の会」を結成して組合を離脱。渡辺邦男監督なども組合を脱退し、方針を巡って対立した配給部門の社員は第二組合を結成して離脱した。
1947年（昭和22年）3月、「十人の旗の会」のメンバーと、同時に組合を脱退した百数十名の有志が中心となり新東宝を設立した。
東宝は健全な運営は難しくなっていたが、当時の経営陣は巨大な従組と直接対決を避けるため、従組を「第一製作部」、従組離脱組を「第二製作部」として、あえて離脱組を冷遇した。また、離脱したスターの穴を埋める為、三船敏郎、久我美子、若山セツ子、岸旗江、伊豆肇などの新人若手俳優を積極的に起用した。彼らは「東宝ニューフェイス」と呼ばれた。

### 第3次争議勃発

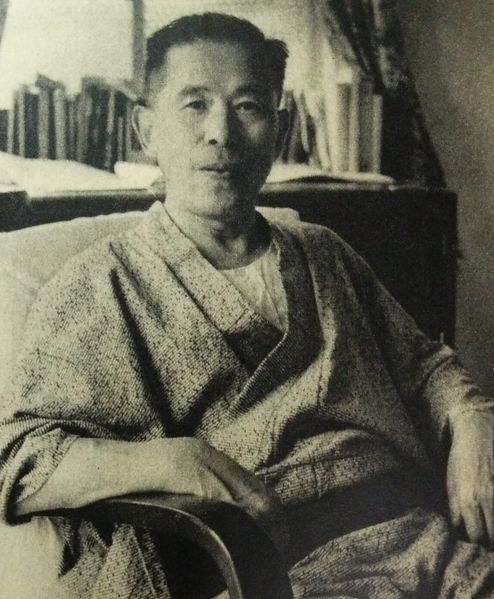
大量解雇を通告した砧撮影所所長、北岡寿逸

1947年（昭和22年）12月、連合国軍最高司令官総司令部（GHQ/SCAP）は東宝に追放令を発し、経営陣が入れ替わった。社長の田辺加多丸が会長に就任し、新社長には外部から元日本商工会議所専務理事・衆議院議員の渡辺銕蔵を招聘した。予てから「反共の闘士」で鳴った渡辺は労務担当重役や撮影所長に強硬派を据えた。新経営陣は組合に対して労働協定改定を提示したが、組合側はこれを拒否。これにより会社側は1948年（昭和23年）4月8日、東京砧（きぬた）撮影所従業員270名を突然解雇した。さらに、人員整理のため1,200名の解雇計画を発表した。
これを受けて4月15日に従組は生産管理闘争に突入、東京砧撮影所を占拠して資機材を管理下に置き、正面入口にバリケードを作って立てこもった。これによって第3次争議の始まりとなる。一方経営側は、5月1日・メーデーの日に会社は休業を宣言。従組は東京地方裁判所に会社の営業再開を求める仮処分を申請したが、会社側も占有解除を求める仮処分を申請し対抗し8月13日に東京地裁は会社側の申請を認め占有解除の仮処分執行を決定した。
翌14日に裁判所の執行吏が砧撮影所へ向かったが、この時は立てこもっていた従組組合員800名によって入場を拒否される。

改めて8月19日に仮処分執行を決定するが、その前から労働者2,500名が砧撮影所に立てこもった。五所平之助、今井正、楠田清、亀井文夫などの映画監督、岩崎昶、伊藤武郎などのプロデューサー、山形雄策などの脚本家、宮島義勇などのカメラマン、ニューフェイスの若山セツ子、久我美子、中北千枝子といった俳優も数多く参加した。各セットの小屋の前には、不燃塗料を詰めた大樽を複数並べ、各樽の上には零戦のエンジンを搭載した特撮用の大型扇風機を持ち出してきて設置した。警官隊が突入してきた際、風圧で砂利やガラス片、塗料を飛ばすものであり、実際にこれは使用された。屋根や窓から、木片やガラス球を詰めた袋を落とす仕掛けも作られていた。電流を流した罠も設置された。
同日早朝、日本の占領業務にあたっていた連合国軍の一角をなすキャンプ・ドレイクに駐留していたアメリカ陸軍第1騎兵師団司令官ウィリアム・チェイス少将は、カービンで武装したアメリカ軍MP150名、歩兵自動車部隊1個小隊、装甲車6両、M4中戦車3両、航空機3機を率いて砧撮影所を包囲した。これらの部隊は、ヒュー.F.T.ホフマン代将指揮のアメリカ軍地上部隊だった。チェイスは航空機から指揮を執った。
同日午前8時30分、警視庁予備隊2,000名が仮処分の執行援助の為に砧を包囲した。小田急小田原線成城学園前駅での乗降を禁止し、砧撮影所に通じる道を封鎖した。
同日午前9時30分、成城警察署署長もしくは執行吏と会社側代理人の弁護士が、アメリカ軍トラックに乗り、十数人の警官隊に守られながら、砧撮影所の正門まで行き、従組に、執行吏による仮処分受諾を要求し、従組代表と交渉した。
同日午前10時30分、警視庁予備隊部隊が、戦車に先導されて砧撮影所正門前に展開し始めた。亀井文夫が、砧撮影所正門前の予備隊に向かって、「正義は暴力によっては踏みにじられない」と書いた紙を掲げた。その後、従組は、軍に包囲された以上、力での抵抗は不可能と判断し、職員会議を開いて仮処分の受け入れを決定した。
同日午前11時過ぎ、組合員2,500名は互いに腕を組み、インターナショナルの歌を歌いながら撮影所を退去し、演劇研究所に撤退した。続いて執行吏が所内に入り、仮処分執行の公示書を掲示した。
このとき、日映演東宝分会は、砧撮影所の他に、東宝営業部門（映画館）も占拠していた。渡辺銕蔵は、映画館を閉鎖されると直接会社経営に響くことから、商売の面から争議の切り崩しを図った。東宝監督の渡辺邦男を、愚連隊の首領・万年東一に遣わして、日比谷の映画館のスト破りを依頼した。万年は、連日“小光”小林光也や“新宿の帝王”加納貢ら、50人から100人の配下を連れて、映画館を襲撃し、組合員を追い出した。また連日の闘争費用を東宝に要求したが、成功報酬は受け取らなかった。
同年10月18日、組合最高幹部の伊藤武郎、宮島義勇は、渡辺社長らと会談。ここで、組合幹部20名の自主的な退社と交換条件で、解雇されていた残り250名の解雇を撤回することで合意がなされた。さらに、大規模な人員整理の凍結などが認められ、組合側と会社側による覚書の調印によって、ようやく第3次東宝争議は正式に決着した。
1950年（昭和25年）9月30日、東宝新社長に就任した小林富佐雄は、再建案に「社内刷新・不法社員の淘汰」を明記する。東宝争議で解雇が撤回された200名を、レッドパージという形で解雇した。

### 連合国軍出動
1947年に計画されていた二・一ゼネストは、官公庁の大型労働争議であっただけに、GHQ/SCAPが介入するためには、「国民の福祉に反する」という一応の理由があった。また、中止方法も指導者に中止を放送させるという、強引だが「平和的」な解決策をとった。ところが、この事件は一企業の労働争議であったにもかかわらず、裁判所の仮処分を拒否したと見ると、武力を以って労働運動を解散させるという荒業を行った。これはマッカーサーの米国での位置の変化にあるという説がある。
二・一ストの際、最高司令官マッカーサーは翌年の大統領選挙に共和党から出馬するつもりで、アメリカ合衆国民の目線を非常に気にしていた。当時共和党は労働組合が大きな支持基盤となっており、日本の労働運動を露骨に弾圧して評判を落としたくなかったため、スト決行の直前まで、直接動くことはなかった。まして、軍を出動させることはもってのほかであった（マッカーシズム及び赤狩りの時代を除き、アメリカ合衆国でも共産党は合法でありアメリカ共産党が政党として存在する。なお、かつてマッカーサーは、ワシントンD.C.に集まった退役軍人のデモを、共産党に操られているとして武力で解散させたことがある）。
しかし、1948年6月の共和党大統領候補の予備選挙でマッカーサーは惨敗してしまい、候補に選出されなかった。このときからマッカーサーはアメリカ国民の目を気にせずに済むようになり、東宝争議はその時期に重なって強制解散させられたとするものである。
また、1948年8月は、ベルリン封鎖問題などでソビエト連邦率いる共産主義勢力が席巻していた時期であり、ソ連と共産主義者による横暴を容認できないアメリカとしては、日本での共産主義的な芽も早いうちに摘んでしまいたかったとの見方もできる。どちらにせよ、GHQ/SCAPがもはや共産主義陣営の影響を受けた労働運動に味方しない事を誇示した事件でもあった。

### 第4次東宝争議
第4次東宝争議は、参加人員が全国の日本映画演劇労働組合（日映演）の東宝分会で約180名、砧撮影所で140名と、第3次までの東宝争議と比べて極端に少ないために、一般にはあまり知られていないが、1950年5月17日から同年12月29日まで続いた。
1948年に第3次東宝争議が終結した後も、東宝は、社内の派閥や新東宝との不調和によって、赤字を増やし、1950年1月末の借入金その他の債務は約13億円、赤字は1億5,000万円にも及んでおり、新たな人員整理の必要性に迫られていた。
1950年5月17日、会社側は、300名の人員整理通告を発表した。整理の対象は、主に、日本映画演劇労働組合（日映演）だったが、それ以外に、日映演から分裂して生まれた全国映画演劇労働組合（全映演）の組合員も対象になっていた。このため、第4次東宝争議は、人員整理によって大きく影響を受ける日映演が主導した。
5月24日、大映多摩川撮影所、松竹大船撮影所も日映演東宝撮影所分会との共闘を決議。5月25日、吉村公三郎監督の大映の『偽れる盛装』スタッフも首切りに反対の態度を示した。5月26日、山田五十鈴が日映演への加入を発表。日本映画監督協会、シナリオ作家協会などが東宝の会社側の映画製作に非協力の態度をとるなど支援も広がった。
6月2日スト指令を出した全映演は、6月3日ストを中止し、6月16日妥結した。一方、争議を主導してきた日映演は、6月25日、解雇無効身分保全の仮処分を東京地方裁判所に申請、これに対して、8月10日、東京地方裁判所の勧告が出され、12月28日東京地方裁判所で争議妥結の覚書が作られた。12月29日本社で仮調印が行われ、争議は終結した。
1952年に亀井文夫監督、山田五十鈴主演の劇映画「母なれば女なれば」を製作したキヌタプロダクションは、第4次東宝争議の解決金として日映演に支払われた600万円のうち、200万円を資本金にして設立されたとされる。

## 余波
東宝争議は日本の映画界に大きな爪跡を残した。東宝は争議を乗り切ったものの製作再開の目処は立たないため、第二製作部を母体とした新東宝に映画製作を完全に委託し自身は配給のみを受け持つ、という方針も検討したという。しかし、最終的には新東宝は独自の配給網を築いて東宝と袂を分かち、東宝も自主映画の製作を再開することとなった。組合側の指導者であった伊藤武郎、宮島義勇、山本薩夫、亀井文夫といった共産党員は東宝を追われ、しばらくは大手映画会社からも敬遠されたため、独立プロを設立した。
争議後、山本嘉次郎、成瀬巳喜男、黒澤明、谷口千吉監督らは、東宝で映画製作ができないため、退社して「映画芸術協会」を設立、新東宝、大映、松竹といった他社での仕事を余儀なくされた。また、藤本真澄らプロデューサーも退社し、個人プロダクションを設立しての映画製作に当たった。相次ぐ人材の流出に悩まされた東宝は、争議の後数年間は低迷した。東宝が黄金時代を迎えるのは、東宝重役の森岩雄が公職追放解除となって東宝に戻り、黒澤、成瀬、藤本らが復帰した1950年代中頃からのことであった。
大部屋俳優の加藤茂雄によれば、『七人の侍』（1954年）の撮影遅延により専属俳優が求められた際、東宝争議の経緯から会社に反旗を翻すような者を避けるため、加藤ら当時演技協社（全国映画演劇労働組合東宝演技者支部）と契約していた俳優たちが起用されたという。

## エピソード
- 米軍の露骨な介入を見て女優の赤木蘭子が発した「空には飛行機、陸には戦車、来なかったのは軍艦だけ」という言葉が知れ渡った[4]。しかし1948年（昭和23年）8月20日の朝刊各紙では、米軍介入が日本国民に知れ渡り、評判を落とすことを恐れたGHQ/SCAPの検閲によって、東宝争議の「解決方法」が報じられることはなかった。
- 旧日本陸軍の九七式中戦車から砲塔を撤去し障害物除去用の排土板を取り付けた装甲車両が、警察の装甲車として出動している。

## 争議を主題にした作品
絵画
内田巌『歌声よ起これ（文化を守る人々）』（1948年、東京国立近代美術館蔵）
記録映画
清島利典監督『闘ふ映画人の記録』（1998年、96分、伊藤武郎、岸旗江、花沢徳衛らの証言収録）
小説
宮城賢秀『東宝争議の闇 昭和戦後暗闘史』 （2008年、学研Ｍ文庫、学研パブリッシング）
演劇
『けんか哀歌』（劇団「猫のホテル」、本多劇場＝2008年5月1日～5月11日、新潟市民芸術文化会館＝2008年5月14日）